# Treat Her Right
Treat Her Right est un groupe de blues rock américain, originaire de Boston, dans le Massachusetts. Le groupe comprenait Mark Sandman à la guitare, Billy Conway à la batterie, Dave Champagne à la guitare, et Jim Fitting à l'harmonica. Le chant et la composition étaient assurés par tous à l'exception de Billy Conway.

## Biographie

### Carrière (1984–1998)
Le premier album, du même nom que le groupe et auto-produit, Treat Her Right est publié par une petite maison de disques de Boston, dans le Massachusetts, en 1986. Le succès fut modeste, mais les titres  I Got a Gun (de Dave Champagne) et la reprise par Mark Sandman d'une chanson de James Blood Ulmer Where Did All the Girls Come From? furent diffusés sur les radios universitaires. I Think She Likes Me raconte un épisode de la vie de Sandman à Fairplay, dans le Colorado, où une femme l'aborde dans un bar. Le groupe signe avec RCA Records, qui réédite leur premier album en 1988.
Tied to the Tracks est sorti en 1989. Les ventes n'ont pas atteint les objectifs de RCA. Dans le livret de leur troisième album, le groupe écrit : « RCA a décidé que si notre petite cassette enregistré à la cave a si bien marché, pourquoi pas dépenser 50 fois plus, ce sera 50 fois mieux. » Treat Her Right se fait jeter de chez RCA. What's Good for You est publié chez Rounder Records en 1991. Le son brut et « live en studio » est partiellement copié sur le modèle établi par Chess Records, qui a publié beaucoup d'albums devenus des classiques du blues et du début du rock 'n' roll. Peu après la sortie de ce troisième album, Treat Her Right est dissous.

### Post-séparation
Fitting joue avec The The. Sandman and Conway forment le noyau dur de Morphine. Nettement plus proche du blues que Morphine, Treat Her Right jette les bases du son de Sandman avec ses arrangements inhabituels (la guitare de Sandman pour Treat Her Right est profondément modifiée afin qu'elle sonne plus comme une basse) et des chansons sombres. En plus d'être le précurseur de Morphine, Treat Her Right est souvent considéré comme l'inspirateur d'un courant musical hybride entre le punk et le blues (appelé parfois  cowpunk,  entre autres) arrivé à maturité au début des années 2000.

### Retour (depuis 2009)
Le morceau Rhythm and Booze des Treat Her Right est inclus dans la bande son du film Very Bad Trip sorti en 2009. À l'été la même année, The Lost Album, un album composé de nouveaux morceaux de Treat Her Right, est publié chez Hi-n-Dry. Peu après, les membres se réunissent pour un concert spécial dix ans après la mort de Sandman au Mark Sandman Memorial Concert en septembre.

## Discographie
- 1986 : Treat Her Right
- 1989 : Tied to the Tracks
- 1991 : What's Good for You
- 1998 : The Anthology 1985-1990
- 2009 : The Lost Album